# Мегрян, Шаген Зинаворович

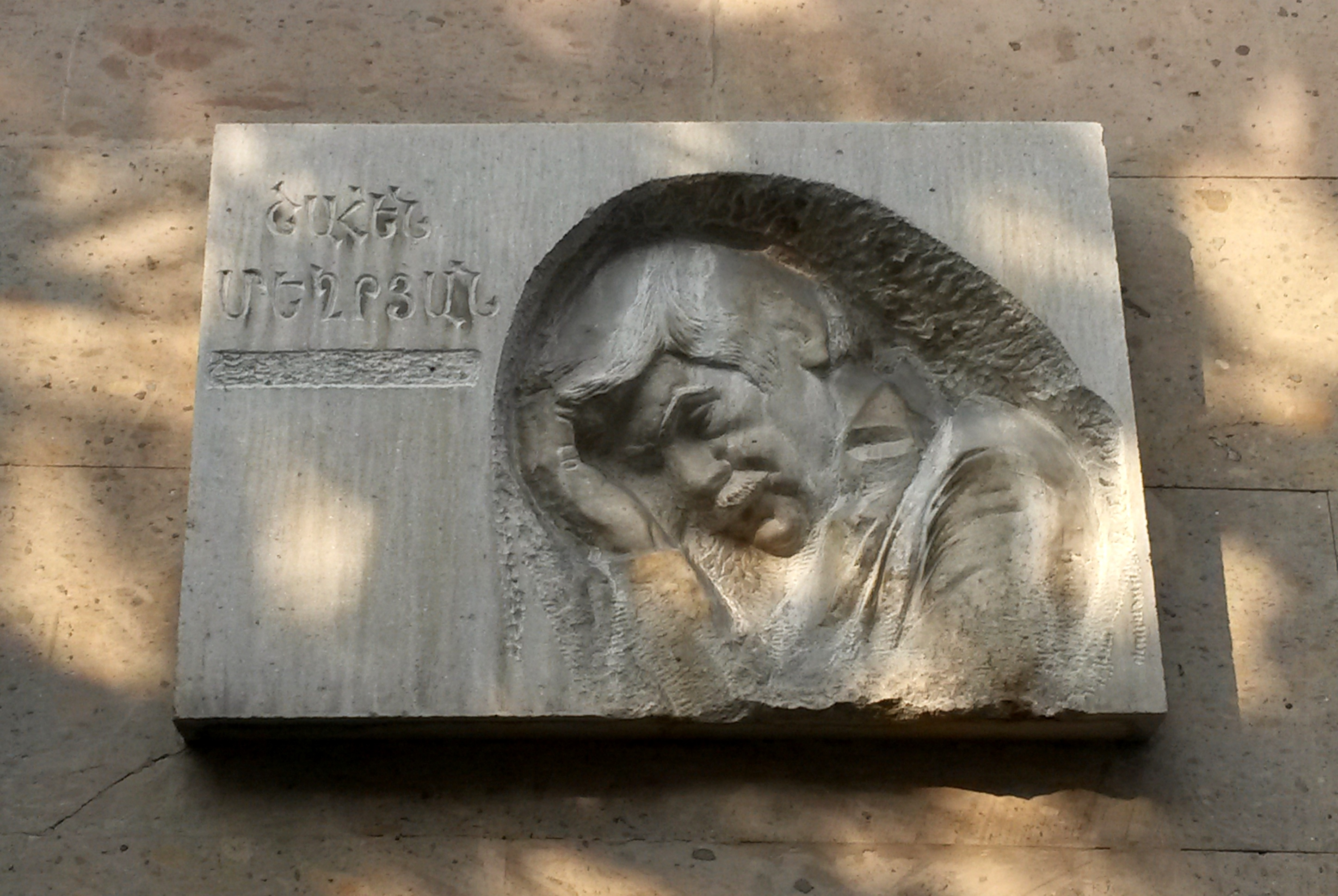
Памятная доска в Ереване

Шаге́н Зинаворович Мегря́н (арм. Շահեն Զինավորի Մեղրյան, 2 января 1952 г., село Гюлистан Шаумяновского района Азербайджанской ССР — 17 апреля 1993, близ села Гюлистан Геранбойского района Азербайджана) — первый секретарь райкома партии и председатель Шаумяновского райисполкома, командующий силами самообороны Шаумяновского района, герой Арцаха, кавалер ордена «Золотой орёл» и ордена «Боевой крест» I степени.

## Биография
Родился 3 января 1952 года в селе Гюлистан Шаумянского района. Рос в многодетной семье (7 братьев и 4 сестры).
После окончания с отличием местной школы поступил на экономический факультет Ереванского государственного университета. Работал экономистом, в 1981-88 г. — директором консервного завода, в 1988-91 гг. — начальником районного управления по агропромышленности, а в 1991-92 гг. — председателем исполкома, был первым секретарём комсомола района, депутатом Верховного Совета НКР 1-го созыва.
С началом движения «Миацум» возглавил оборону армянских сёл в Шаумянском района Азербайджана.
В 1990 году вступил в партию АРФ «Дашнакцутюн».

Во время занятия азербайджанцами Шаумяновского района армянские бойцы под командованием Шагена Мегряна смогли обеспечить безопасное отступление мирного населения через Мравский хребет в Мартакертский район. Для ведения партизанской войны в Шаумянском районе остались 20 армянских бойцов под командованием Шагена Мегряна. В дальнейшем этот отряд разросся до батальона, а затем и до полка спецназа. В июле-декабре 1992 г. с помощью этого отряда под армянский контроль перешли несколько сел в Нагорном Карабахе — Атерк (Гасанриз), Мадагиз, Умудлу (Акнаберд), Тонашен (Тепекенд), Дастагир, а также Сарсангское водохранилище.
11 марта 1993 года приказом министра обороны Армении Вазгена Манукяна на базе шаумянского партизанского отряда был создан отряд особого назначения под командованием Шагена Мегряна.
Шаген Мегрян погиб в сбитом советской ракетой вертолете 17 апреля 1993 года возле села Гюлистан.
Похоронен в Ереване, на военном кладбище Ераблур.

## Память
- В 1993 году был создан отряд специального назначения, которому после гибели Ш. Мегряна было присвоено его имя[5]. Отряд принимал участие во Второй карабахской войне[9].
- В 1997 г. создан благотворительный фонд «Шаген Мегрян».
- В селе Тонашен Мартакертского района НКР в воинской части “Ехникнер” 24 октября 2014 года ему установлен памятник[7][10].
- Написана песня «Встань, Шаген». Исполняет Шушан Петросян[11]

## Награды
- Орден «Боевой Крест» I степени НКР (15.04.2000, посмертно)[4][7]
- Герой Арцаха (орден «Золотой орёл») (02.10.2014, посмертно)[4][7]
- Орден Св. Григория Просветителя Армянской Апостольской церкви[7]